# クリスマス・イヴ

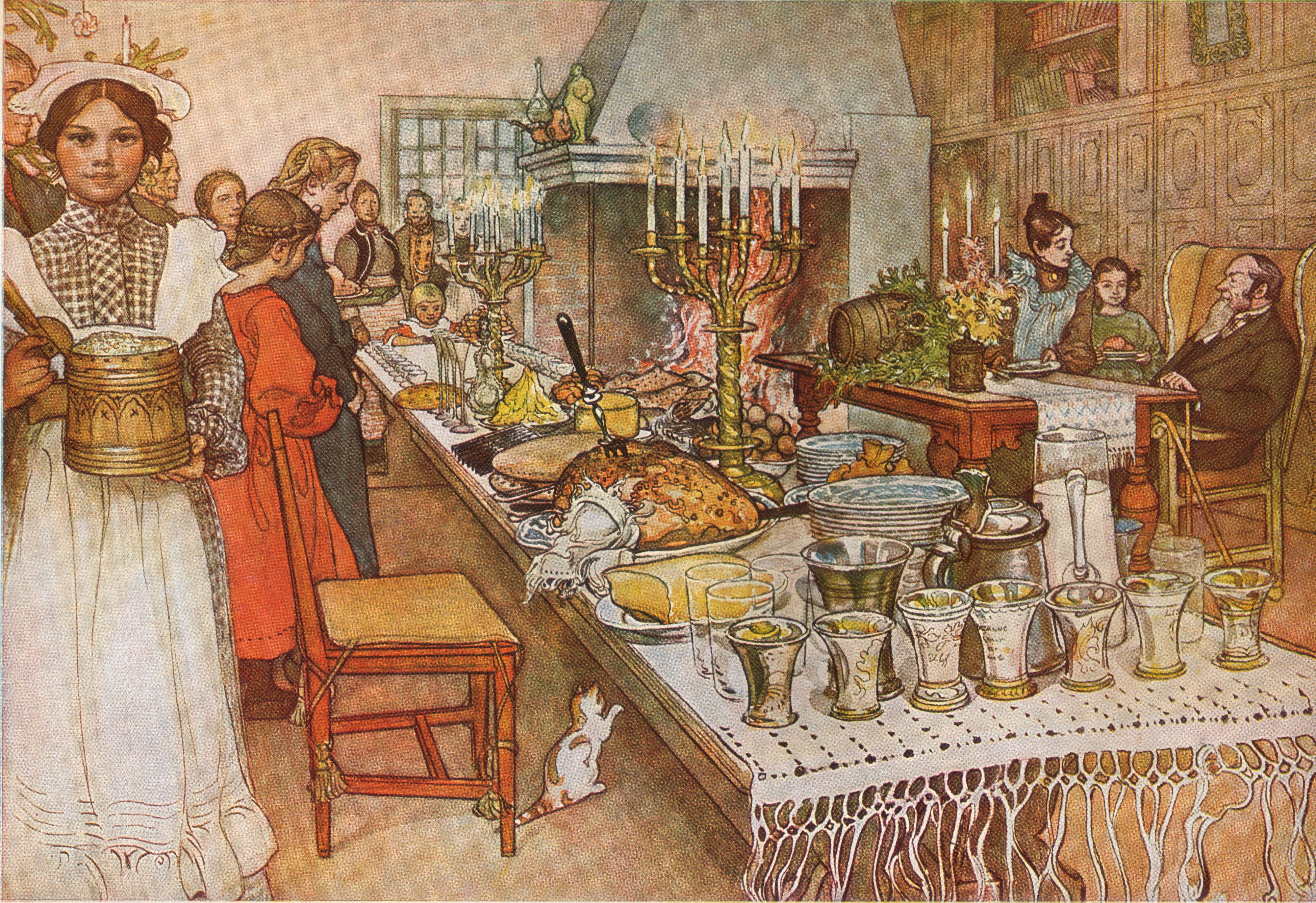
『クリスマス・イヴ』1904年 - 1905年、 スウェーデン人画家のカール・ラーション（1853年 - 1919年）による水彩画。

クリスマス・イヴ（英: Christmas Eve）は、「クリスマスの夜」である。教会暦における12月25日の夜、すなわち常用時における12月24日の夜を指す英語の音訳である。ただし現在もユリウス暦を用いる教会では、現行のグレゴリオ暦の1月6日（常用時）の夜を指すことになる。
日本では、誤って「クリスマス（12月25日）の前夜」と認識されることが多い。日常会話では単に「イヴ」（またはイブ）と呼ばれることがある。

## 語源・表記
「イヴ」(eve) は「evening(イブニング)（夜、晩）」と同義の古語「even」の語末音が消失したものである。
日本語の表記は「クリスマス・イヴ」とも「クリスマス・イブ」ともされる。

## 日付

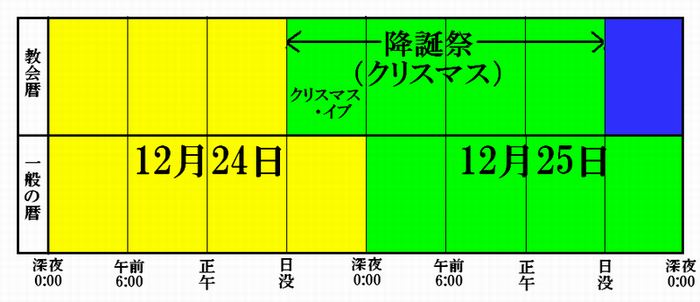
教会暦におけるクリスマスの日付。黄色が12月24日、緑色が12月25日を表す。常用時とは異なり、教会暦の日界は日没であるため、24日（常用時）の日没から25日（常用時）の日没までが12月25日、即ちクリスマスである。クリスマス・イヴは24日（常用時）の日没から24日（常用時）の24時(＝25日の0時)までである。

ユダヤ暦およびそれを継承する教会暦では、常用時における日界（正子すなわち0時）とは異なり、日没が日界（日付の変り目）である。したがって、この暦を採用する教会では、12月24日（常用時）の日没から12月25日（教会暦）が始まるので、この日没時から正子までがクリスマス・イヴである。そしてクリスマスの一日は12月25日（常用時）の日没に終わることになる。12月25日（常用時）の日没以後は12月26日（教会暦）である。
つまり、「クリスマス・イヴ」とは「クリスマスの前夜」ではなく、その言葉の通り、まさに「クリスマス当日の夜」なのである（日#一日の始まりも参照）。ただし、キリスト教国（en:christendom）においても常用時の概念を用いて「クリスマスの前夜」と説明することがある。転じて、俗に12月24日全体を指すこともある。
カトリックの典礼暦の日界も日没である。重要な祭日や主日（毎週日曜日）の典礼と同様に、クリスマスは12月24日（常用時）の「晩の祈り」から始まる。この時点から正子(24時)までがラテン語: vigiliaと位置づけられている。24日（常用時）の晩には固有のミサが存在するが、日本などでは夜半ミサを前にずらして24日（常用時）の夜に行うことがほとんどで、前夜ミサが行われることは皆無に近い。
正教会では24日（常用時）の夜に翌日（25日）の聖体礼儀を準備する晩祷が行われる。ただし、ユリウス暦を現在も使用する教会（エルサレム総主教庁、ロシア正教会など）では、グレゴリオ暦とユリウス暦の間に現在13日のずれがあるため、クリスマス・イヴは1月6日（常用日）の日没～正子であり、クリスマスも翌1月7日である。

## 教会での祭

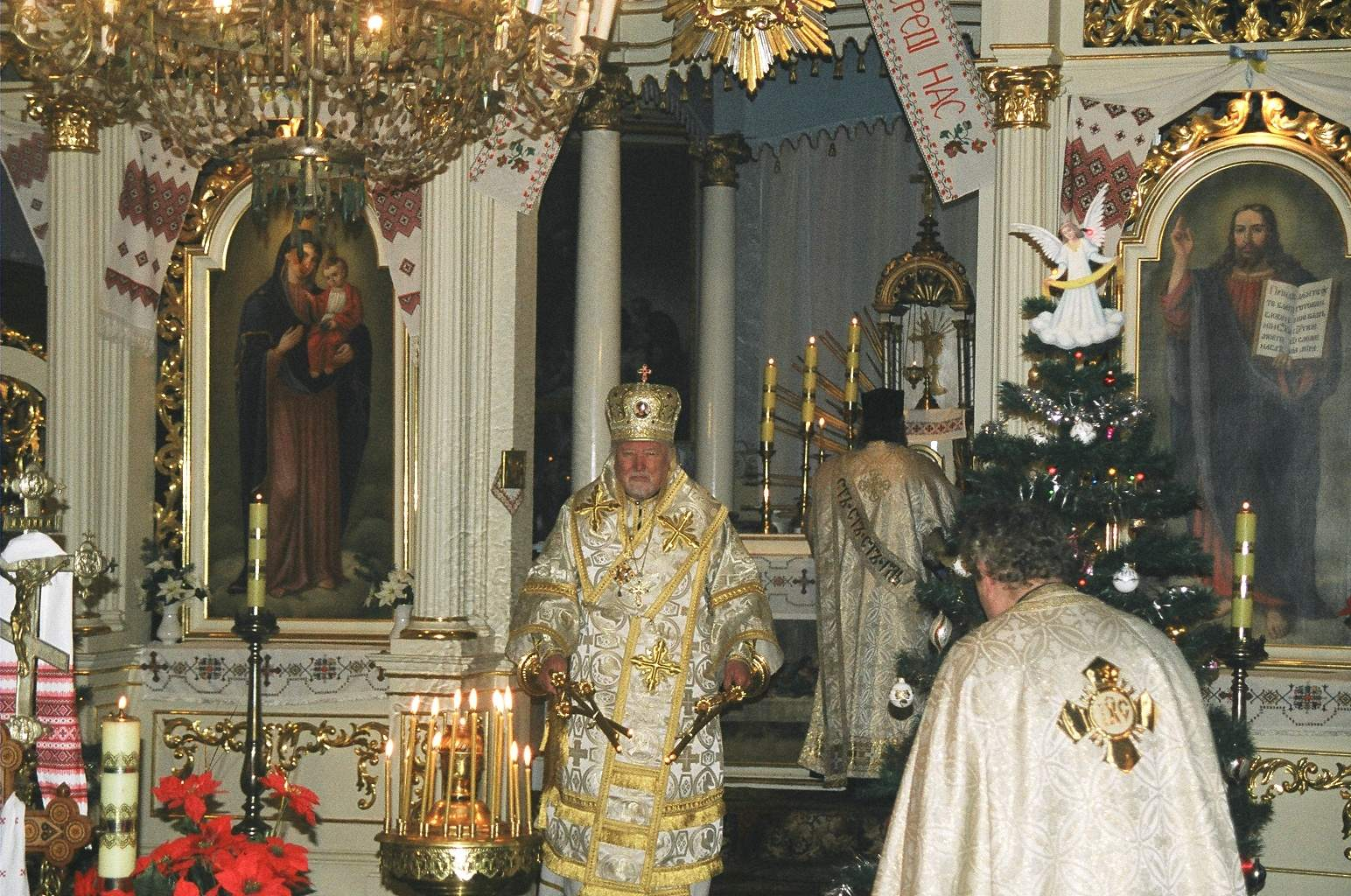
正教会（ポーランド正教会）の降誕祭奉神礼の模様。中央にディキリとトリキリを持つ主教。

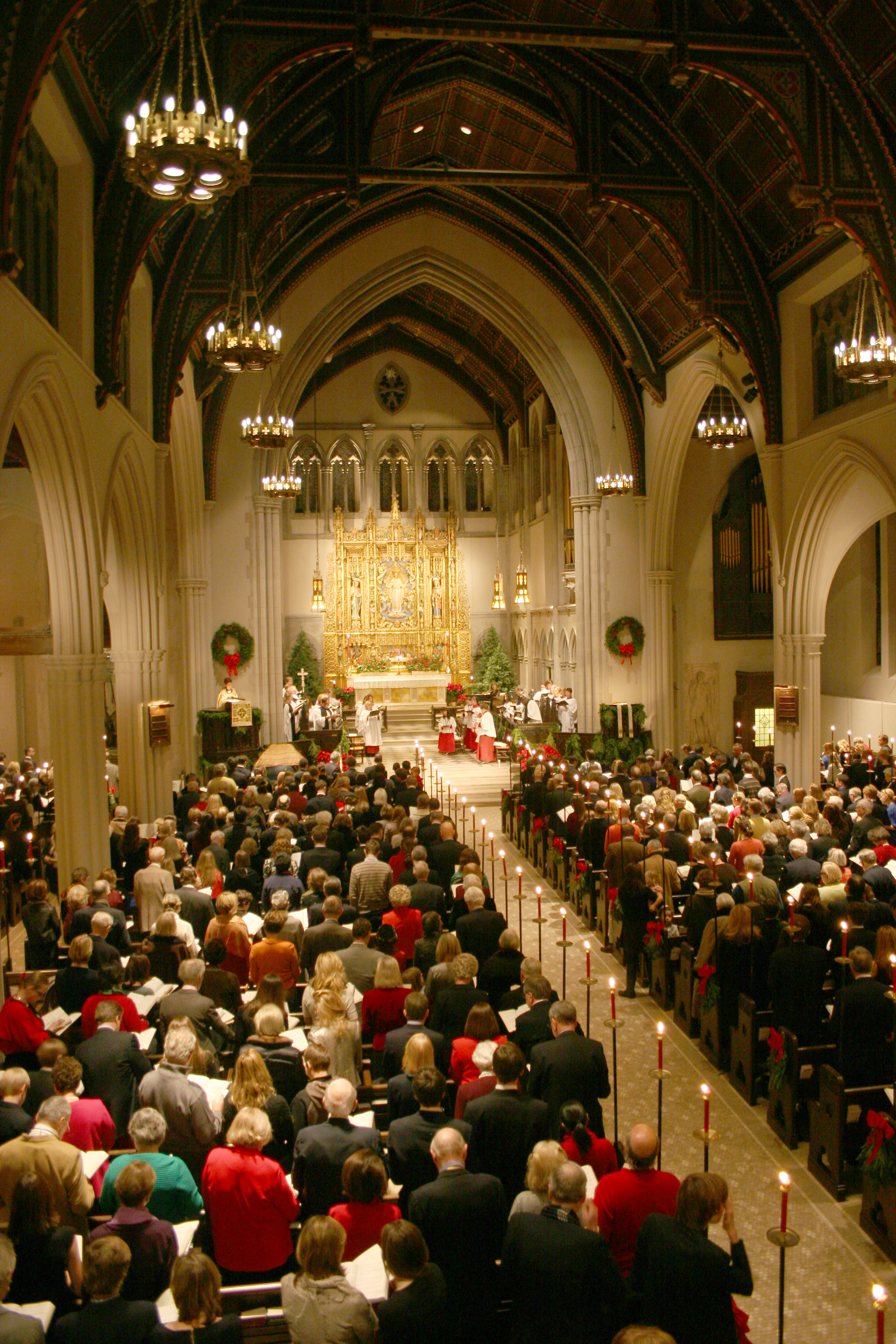
ニューヨークにある聖公会の聖堂でのイヴ礼拝の模様

教会においては、クリスマス・イヴに多くの教派（正教会・聖公会・プロテスタント）で晩の礼拝が行われる。前述の通り日没を日界としている教会暦では12月24日（常用時）の晩は、12月25日（教会暦、クリスマス当日）であるため、直ぐに最初のクリスマス礼拝が行われる。
カトリック教会では12月24日は主の降誕の前日であって、かつては断食をして備える日であった。この日の夕刻以降は12月25日（教会暦）であり、主の降誕のミサが行われる。ただし現代では25日（教会暦）の夜半のミサを繰り上げて行うことがある。特に日本の教会では24日（常用時）に行われるミサのほとんどがこの「夜半のミサ」で、本来の前夜のミサが行われることはほとんどない。
正教会ではクリスマス・イヴ（教会暦の12月25日の日没以降すなわち常用時の12月24日の日没以降）に晩祷が行われ、聖体礼儀が12月25日の朝に行われる。

## 過ごし方
多くの国々ではクリスマスは家族で過ごす日とされている。コラソンビートイルミネーションなどで街は賑わい、数日前からクリスマス関連の商品が店頭に並ぶ。
実は中世まではドイツなど欧州でもクリスマスは馬鹿騒ぎするイベントとして根付いていたが、キリスト教の世俗化を嘆いていた宗教改革者の啓蒙運動により、長い年月を経てではあるが、見直される様になっていく（但し、同じく改革側と知られるマルティン・ルターはクリスマス・ツリー発案者説があるなど、一律とは言えない）。その後もアメリカにおいて、移民者の中の清教徒達が賃貸住宅大家達と共同で静かにクリスマスを過ごす様（入居者が飲酒により大騒ぎして住宅を壊したり汚したりしない様）に啓蒙運動を広めて一定の効果を得たり、1965年にクリスマスの本来の意味を説いたテレビアニメ『A Charlie Brown Christmas』が話題を呼んで注目されるなど、日本と同じくクリスマスを賑やかに華やかに祝う風潮の時代が少なからず存在した事をうかがわせる出来事も度々あった。
1991年に公開された映画『フィッシャー・キング』では、辛口ラジオDJ（主人公）が、金に飽かせてクリスマス・イヴの夜に気取って高級料理店で食事、その後は性行為に耽るヤッピー・アベック達をステレオタイプ式・痛烈に茶化し、半ば冗談でリスナー達に彼らの殺害を扇動する発言を行い、実際にその被害に遭い事件のトラウマで精神障害のホームレスとなってしまった大学教授の悲劇が描かれている。
食事
キリスト教の古い宗派では、金曜日やクリスマスなどには魚を食べるという戒律がある。
イタリア系の人々は、（Festa dei sette pesci、7種の魚のごちそう） と呼ばれる御馳走が食べられる。
- Twelve-dish Christmas Eve supper（クリスマス・イブの12品の晩餐） - 「12皿のクリスマスイブの夕食」の意。ヨーロッパの広い地域に見られる風習。肉、卵、牛乳（チーズを含む）のない魚メインの夕食を食べる事となっている。12はキリストの12人の弟子、12使徒から。
- ヴィギリア（英語版） - ポーランドのクリスマスの日のごちそう

### 日本
日本では「恋人と過ごす日」と言う認識が「家族と過ごす日」とされる欧米諸国よりも多く、宗教的なものではなく、ただのイベントとしての捉え方が多い。祝日ではない上に年末なので企業によっては仕事が増えることもあり、クリスマスやクリスマス・イヴにどうするかという決まりや風習はない。だが日本でもイルミネーションなどで街は賑わい数日前からクリスマス、クリスマス・イヴ関連の商品が店頭に並んでいる。また、日本の多くの府県ではこの日に小中高校の2学期の終業式（3学期制の場合）が行われることも多いので、午後に家に集まって子供同士の間でパーティーを開くケースも多くみられる。また、日本独自の和製英語として、クリスマスの前々日である12月23日を「イブイブ」と呼ぶこともある。
2009年のプランタン銀座による独身者のクリスマス・イヴの過ごし方を聞くクリスマスアンケートによると、「家族とパーティー」が53%で「恋人やパートナーとデート」が47%であり、これを「とても楽しみ」と「まあまあ楽しみ」で76%との回答結果が出ている。

#### 昭和初期
日本のクリスマス・イヴのパーティの記録は、明治時代初期から残っている。1875年に、中村正直の自宅に日本国外の家族が集まってクリスマス・イヴを祝った。
昭和初期から、日本のクリスマス・イヴはカップルが一緒に過ごす日でもあった。1931年に、当時一般紙であった報知新聞がクリスマス・イヴを過ごす若者たちの風景を、下記のように12月25日の記事で伝えている。

## 商業主義に対するローマ教皇の懸念
第265代ローマ教皇・ベネディクト16世は、「無原罪の聖マリアの祭日」（12月8日）とクリスマスの間の「聖なる降誕祭を準備する期間」（アドベント）について2005年、以下のようなコメントを発している。
また2012年12月19日にはフィナンシャル・タイムズへ寄稿し、その中で、以下のように述べた。教皇が経済紙に寄稿するのは非常に異例だという。

## 関連作品
- 『クリスマス・キャロル（SCROOGE）』 1970年

### 日本
日本にはクリスマス・イヴと恋人を扱った作品が多くあり、例えば日本では、JR東海の「クリスマス・エクスプレス」CM（1988年）での起用を機にクリスマスソングの定番となった山下達郎の「クリスマス・イブ」がある。さらに1990年にはTBSがドラマ『クリスマス・イブ』を放送した。クリスマス・イヴに開かれるイベントも多い。一方ワム!の1984年のシングル「ラスト・クリスマス」は日本でクリスマスソングの定番になっているが、日本国外ではクリスマス・イヴと恋人を結びつける動きはあまり見られない。